# Alexandra Dowling
Alexandra Dowling (22 de mayo de 1990) es una actriz inglesa, conocida por haber interpretado a Roslin Frey en Game of Thrones y a Ana de Austria en la serie The Musketeers.

## Carrera
En 2013 trabajó como invitada en la tercera temporada de la serie Game of Thrones, donde interpretó a Roslin Frey, una de las hijas de Walder Frey y quien se casa con Edmure Tully (Tobias Menzies) durante el episodio "The Rains of Castamere". Ese mismo año interpretó a Agnes en la película Hammer of the Gods.
En 2014, se unió al elenco principal de la serie The Musketeers, donde interpretó a la reina Ana de Austria, quien está en un matrimonio sin amor con el rey Luis XIII de Francia (Ryan Gage), sin embargo poco después Ana se enamora del mosquetero Aramis (Santiago Cabrera) con quien tiene un hijo.

## Trabajos

### Televisión
| Año  | Título                   | Personaje      | Notas                              |
| ---- | ------------------------ | -------------- | ---------------------------------- |
| 2012 | Merlin                   | Kara           | episodio "The Drawing of the Dark" |
| 2013 | Agatha Christie's Poirot | Marie          | episodio "Elephants Can Remember"  |
| 2013 | Game of Thrones          | Roslin Frey    | episodio "The Rains of Castamere"  |
| 2014 | The Musketeers           | Ana de Austria |                                    |

### Cine
| Año  | Título             | Personaje | Notas |
| ---- | ------------------ | --------- | ----- |
| 2013 | Hammer of the Gods | Agnes     |       |
| 2014 | Nobblycarrot7      | Celeste   | corto |

### Teatro
| Año  | Obra                       | Personaje | Director           | Teatro                |
| ---- | -------------------------- | --------- | ------------------ | --------------------- |
| 2015 | The Last of the De Mullins | Bertha    | Joshua Stamp-Simon | Jermyn Street Theatre |
| 2016 | I Have Been Here Before    |           | Anthony Biggs      | Jermyn Street Theatre |